# 旗山聖若瑟天主堂
22°37′59″N 120°19′12″E / 22.633172045846873°N 120.32002273004738°E
旗山聖若瑟教堂位於臺灣高雄市旗山區，曾入選高雄縣歷史建築十景與臺灣歷史建築百景21名。

## 沿革
天主教在旗山傳教始於1955年，當時戴剛德神父在旗山租屋傳教，並再繼續往美濃、六龜等地發展，隔年第一批慕道者領洗。1957年建立第一所小聖堂後，於1959年在道明會會長宋趙神父全額補助、王朝騰承造下購屋興建此座教堂，並由戴剛德神父請義大利人設計，斥資約100萬元臺幣。
教堂於1959年6月21日落成後，一樓是由道明傳教修女會負責的醫療所，二樓則是聖堂空間。醫療所後來遷至另外在教堂附近興建的三層樓房，但在修女們於1964年前往屏東三地門之後，醫院因為缺乏醫生而關閉。

## 建築
教堂外觀為仿哥德式建築，壁面使用洗石子。正立面最上方為耶穌像，牆上的龕裡頭則分別立著聖道明與聖方濟的雕像。立面上開有圓拱，中間有仿玫瑰窗的浮雕，兩旁則建有衛塔，衛塔頂端有雉堞與尖頂，至於側面則開有連續的尖拱窗。

## 彌撒時間
以下時間以當地時間（臺灣時間）為準
- 主日彌撒
  - 星期日　上午10:00(AM)